# Njemačka proljetna ofenziva 1918.
Proljetna ofenziva ili Kaiserschlacht (njem. Kaiserova ili Careva bitka) naziv je za organizirani niz njemačkih napada na uporišta Antante na Zapadnom bojištu tijekom proljeća 1918. godine u Prvom svjetskom ratu. Predstavlja najveće napredovanje njemačke vojske na Zapadnom bojištu još od početka rata 1914. godine.
Njemačka je zaključio da joj je jedina mogućnost pobjede nad Antantnom napadom na njezina uporišta na Zapadnom bojištu, prije dolaska američkih snaga koje bi snagama Antante dale brojčanu, logističku i vojnu premoć. Njemački povod za pozadinu je imao veliku prednost u ljudstvu u oružju ostvarenu potpisivanjem Brestlitovskog mira, kojim je nakon ruske predaje uspjela povući 60 divizija s Istočnog bojišta.
Sastojala se od četiri njemačka napada (ofenzivna vala), nazvana kodnim imenima Michael, Georgette, Gneisenau i Blücher-Yorck, od kojih je najjači napad bio Michael. Njemačka namjera bila je odvlačenje snaga Antante od luka u La Manchu i Doverskom prolazu, koje su bile neophodne za britansku opskrbu. Njihovim osvajanjem, Nijemci bi napali i druge linije komunikacije i time prisilili britansko-francuske snage na predaju.

## Vanjske poveznice
|  | Zajednički poslužitelj ima još gradiva o temi Proljetna ofenziva |